# Anders Nodin
Anders Nodin, född 3 februari 1960 i Borås, död 2008, var en svensk konstvetare och författare, verksam vid Göteborgs universitet. 
Nodin var yngste son till Sture och Marianne Nodin. Efter gymnasieskolan inledde han sina studier vid Göteborgs universitet, i ämnen som idé- och lärdomshistoria och konstvetenskap. Han började undervisa vid Konstvetenskapliga institutionen 1984. Detta år fick han stipendium för studier vid Svenska Institutet i Rom, vilket blev en vändpunkt för honom. Därefter var Italien, dess konst och kultur, hans huvudsakliga intresse. Vid tiden för sin död ägnade sig Anders Nodin, vid sidan om sin tjänst som universitetslektor i konstvetenskap, i samarbete med sin hustru Eva Nodin, åt forskning kring minnesmärken över stupade i första världskriget.